# Лисица
Лисице су сисари мање или осредње величине и припадају неколиким родовима породице паса (лат. Canidae). Имају пљоснату лобању, усправне троугласте уши, зашиљену, благо окренуту њушку и дуги грмолики реп.
Дванаест врста припада монофилетској групи „правих лисица“ рода вукова (лат. Vulpes). Осталих 25 тренутних или изумрлих врста увек или понекад називају лисицама. Ове лисице су или део парафилетске групе јужноамеричких лисица или спољне групе која се састоји од лисице шишмиша, сиве лисице и острвске лисице. Лисице живе на свим континентима, осим на Антарктику. Далеко најчешћа и најраспрострањенија врста лисице је риђа, то јест црвена лисица (лат. Vulpes vulpes) са око 47 препознатих подврста. Глобална дистрибуција лисица, заједно са њиховом широком репутацијом лукавости, доприноси њиховој истакнутости у популарној култури и фолклору у многим друштвима широм света. Лисице су ловљене уз помоћ чопора паса гонича, дуго успостављена потрага у Европи, нарочито на Британским острвима, а извожене су у разне делове новог света од стране европских досељеника.

## Биологија

### Опис
Лисица је висока од 40 до 50 cm, а дужина јој износи око 110 cm, док само на реп отпада око 40 cm. Маса јој је обично од 8 до 10 kg. Што се тиче старости лисица, оне могу да доживе до 15 година, мада је просек око 12.
Спада у породицу паса; траг јој се може помешати са трагом мањег пса, али се разликује по томе што јој је траг ужи од псећег. Лисица испред улаза у јаму обично нема много избачене земље, јер док копа земљу сабија на зидове ходника. Величина територије коју лисица сматра својом обично износи око 4 km², а јаме су углавном концентрисане на ивицама шума, близу насеља и у близини економија салаша. Лови се помоћу хајки, паса, јамарењем, чекањем, гвожђима, разним замкама, тровањем итд.
Сива лисица је једна од само две псеће врсте за које је познато да се редовно пењу на дрвеће; друга је ракунолики пас.

### Исхрана
Лови и храни се у зависности од околности, од корења, преко инсеката, гмизаваца, птица, до ситнијих сисара. Исхрана лисица углавном се састоји од бескичмењака попут инсеката и ситних кичмењака, попут гмизаваца и птица, а може обухватати и јаја и биљке. Многе врсте су предаторске грабљивице, али неке, као што је лисица ракојед, имају специјализоване дијете. Већина врста лисица конзумира око 1 кг хране дневно. Лисице отпремају вишак хране и затрпавају је за каснију конзумацију, обично под лишћем, снегом или земљом.

### Размножавање
Живе углавном усамљеничким животом, а само за време парења долази до зближавања мужјака и женки. У току сезоне парења женка се оглашава карактеристичним лавежом, а мужјаци завијањем. Лисица младунце носи од 50 до 56 дана. Када се окоте, младунци у просјеку имају масу око 80 грама, а на врху репа и на грудима имају праменове бијеле длаке.
Осамостаљују се након око 4 мјесеца послије коћења, али настављају да живе на територији родитеља док са око 10 месеци не постану полно зрели. Мада се претежно хране животињском храном (мишевима, малим зечевима, младим фазанима и стрвинама), такође је утврђено да у одређеним добима године узимају и храну биљног поријекла.

### Понашање
У дивљини, типични животни век лисице је једна до три године, мада поједине лисице могу живети и до десет година. За разлику од многих канида, лисице нису увек у чопору. Типично живе у малим породичним групама, али познато је да су неке (попут арктичких лисица) усамљеничке.
Лисице су свеједи. Њихова исхрана састоји се углавном од бескичмењака попут инсеката и ситних кичмењака, попут рептила и птица. Такође могу да једу јаја и вегетацију. Многе врсте су предаторске грабљивице, мада неке (попут лисица које једу ракове) имају специјалније дијете. Већина врста лисица конзумира око 1 кг хране дневно. Лисице опремају вишак хране и закопавају га за каснију конзумацију, обично под лишћем, снегом или земљом. Док лове лисице имају тенденцију да користе специфичну технику насртања, тако што се шћучуре како би се камуфлирале уклапајући се у терен, а затим се помоћу јаких задњих ногу пропињу великом снагом и слећу поврх свог одабраног плена. Користећи своје изражено псеће зубе, оне могу тада да стисну врат плена и да га протресају док не умре или се може лако раскомадати.
Сива лисица једна је од само две врсте паса познатих по редовном пењању на дрвеће; друга је ракунолики пас.

### Полне карактеристике
Мошнице лисаца се налазе уз само тело са тестисима изнутра чак и након што се спусте. Попут других паса, мужјак лисице има бакулу, или кост пениса. Тестиси мужјака врсте црвена лисица мањи су од арктичких лисица. Формирање сперме код црвених лисица почиње у августу-септембру, а тестиси у децембру-фебруару добију своју највећу тежину.
Женке су подложне оплодњи од једног до шест дана, због чега је њихов репродуктивни циклус дуг дванаест месеци. Као и код других паса, јајане ћелије се одвајају током еструса без потребе за стимулацијом копулације. Када је једном јаје оплођено, лисица улази у период гестације који може трајати од 52 до 53 дана. Лисице имају просечну величину легла од четири до пет са стопом успеха успешне трудноће од 80 одсто. Величине легла могу у великој мери да варирају у зависности од врсте и животне средине - на пример, арктичка лисица може имати до једанаест кучића.
Женка обично има шест или осам дојки.